# Virginia Slims of Richmond 1972
Virginia Slims of Richmond 1972  — жіночий тенісний турнір, що проходив на закритих кортах з ґрунтовим покриттям Westwood Racquet Club у Ричмонді (США). Належав до Women's Tennis Circuit 1972. Турнір відбувся вдруге і тривав з 21 березня до 26 березня 1972 року. Третя сіяна Біллі Джин Кінг здобула титул в одиночному розряді й заробила 3,4 тис. доларів.

## Фінальна частина

### Одиночний розряд
Біллі Джин Кінг —  Ненсі Гюнтер 6–3, 6–4

### Парний розряд
Розмарі Казалс /  Біллі Джин Кінг —  Джуді Далтон /  Карен Крантцке 7–5, 7–6

## Розподіл призових грошей
| Дисципліна       | П      | F      | 3-тє   | 4-те   | ЧФ   | 1/8  | 1/16 |
| Одиночний розряд | $3,400 | $2,200 | $1,600 | $1,300 | $800 | $400 | $100 |